# Ураган на Флорида-Кис
Ураган на Флорида-Кис (англ. Florida Keys hurricane), известный также как ураган Ки-Уэст (англ. Key West hurricane) — стихийное бедствие в виде мощного и разрушительного тропического циклона, который обрушился на Соединённые Штаты Америки в северной части Карибского моря и на побережье Мексиканского залива в первой половине сентября 1919 года.
Оставаясь сильным ураганом в Атлантике на протяжении большей части своего существования, медленное продвижение и огромные размеры продлили и расширили масштабы последствий, сделав его одним из самых смертоносных стихийных бедствий в истории США за всё время постоянных метеорологических наблюдений. Основные разрушения пришлись на архипелаг Флорида-Кис и Южный Техас, но, тем не менее, пострадали постройки и в других районах побережья Соединенных Штатов и даже на Кубе (в Гаване были затоплены шесть городских кварталов). Пиковая сила урагана пришлась на Драй-Тортугас (ныне национальный парк).

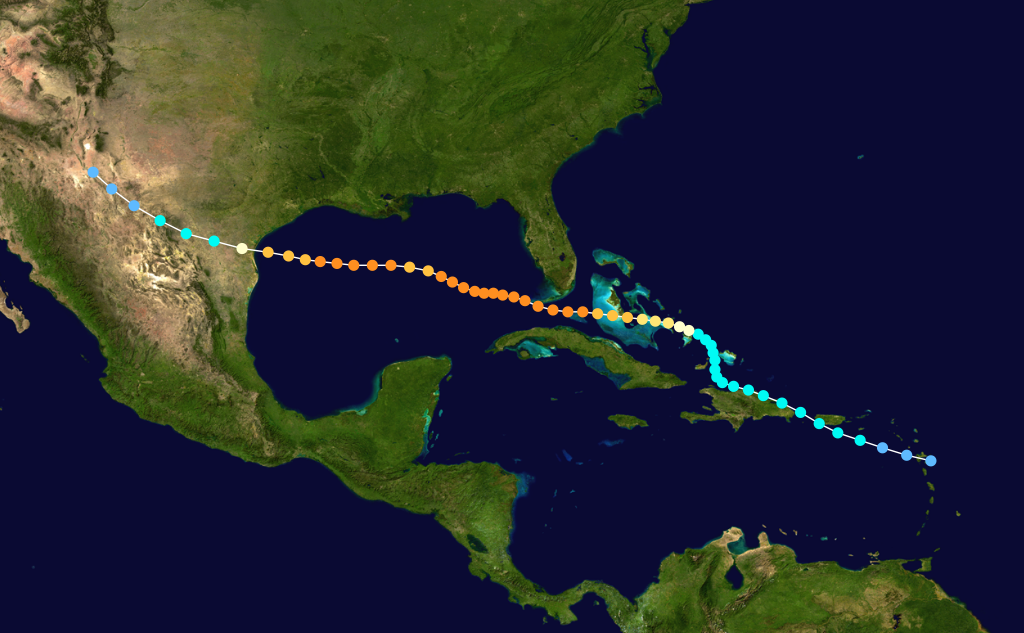
Путь урагана на карте

Судя по отдельным наблюдениям к востоку от Малых Антильских островов 1 сентября, предвестником урагана могла быть неорганизованная тропическая волна, которая двигалась на запад в сторону Подветренных островов, где ураган начал развиваться в виде тропической депрессии со 2 сентября и постепенно набирал силу, двигаясь в основном с запада на северо-запад, пройдя пролив Мона и двигаясь через Багамские Острова. 7 сентября шторм достиг силы урагана над восточными Багамскими островами. Лишь 8 сентября появилось первое предупреждение об урагане и в тот же день пароход «Corydon» потерпел крушение; 27 человек на борту судна утонули, а девяти другим удалось выжить, доплыв до берега. Во Флоридском проливе во время шторма потеряло ход кубинское судно, на борту которого находились 45 человек; однако другому кораблю удалось своевременно добраться до него и спасти всех пассажиров и членов экипажа. Кроме того затонуло несколько небольших шхун. 9-10 сентября ураган прошел через Флорида-Кис, пройдя над Драй-Тортугас с интенсивностью, эквивалентной современной урагану 4-й категории. В течение следующих нескольких дней интенсивный циклон пересекал Мексиканский залив, меняя силу, прежде чем 14 сентября обрушился на берег возле залива Баффин в Техасе как ураган 3-й категории. По мере продвижения вглубь суши шторм постепенно ослабевал; последний удары шторма отмечались 16 сентября над Западным Техасом.
Общее число погибших в результате стихии составило, по различным оценкам от 600 до 1000 человек (причём более половины из них находились в момент гибели на кораблях), а материальный ущерб оценивается в 22—25 миллионов долларов США (огромная по тем временам сумма).

## Галерея (последствия урагана)

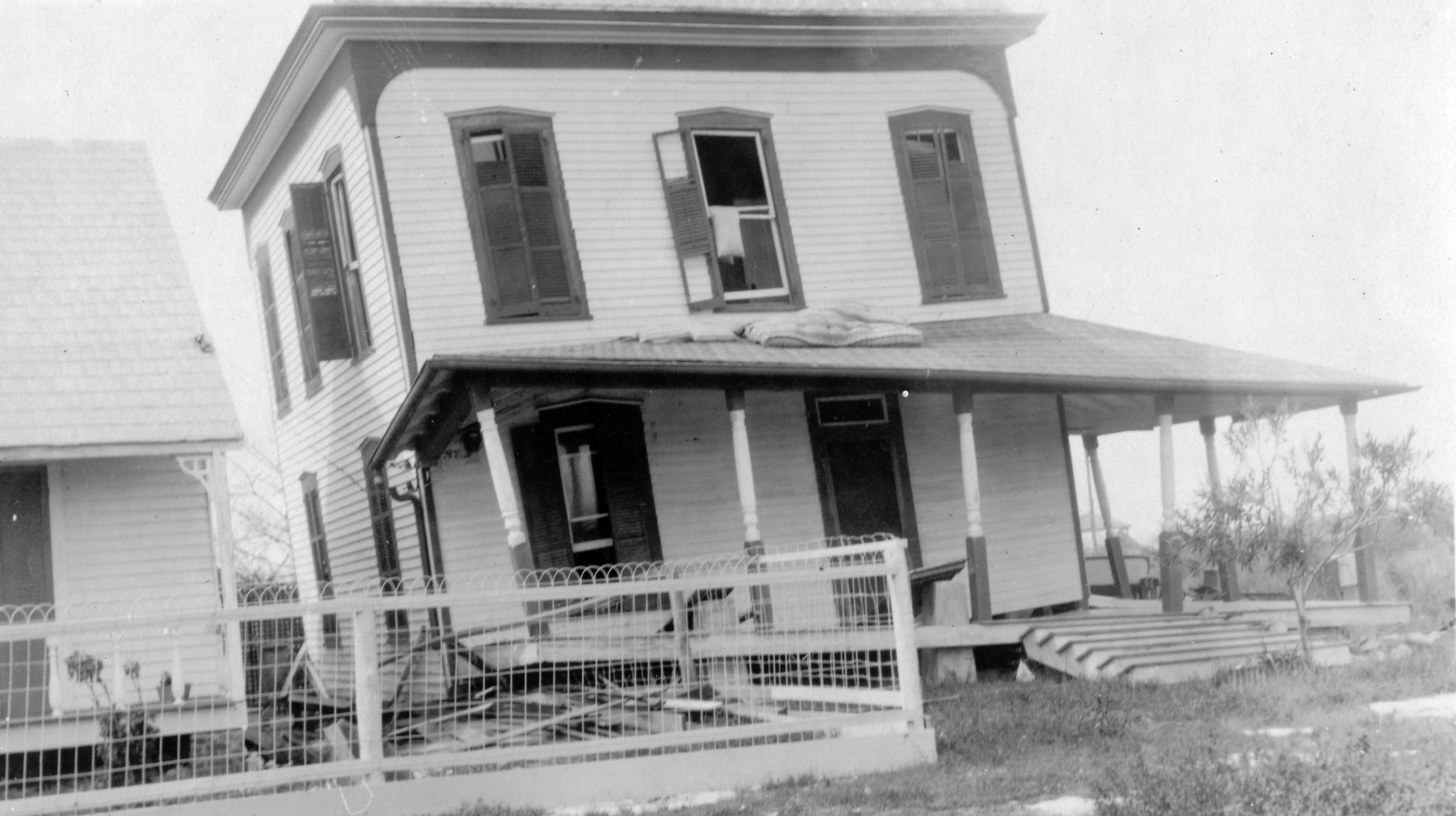
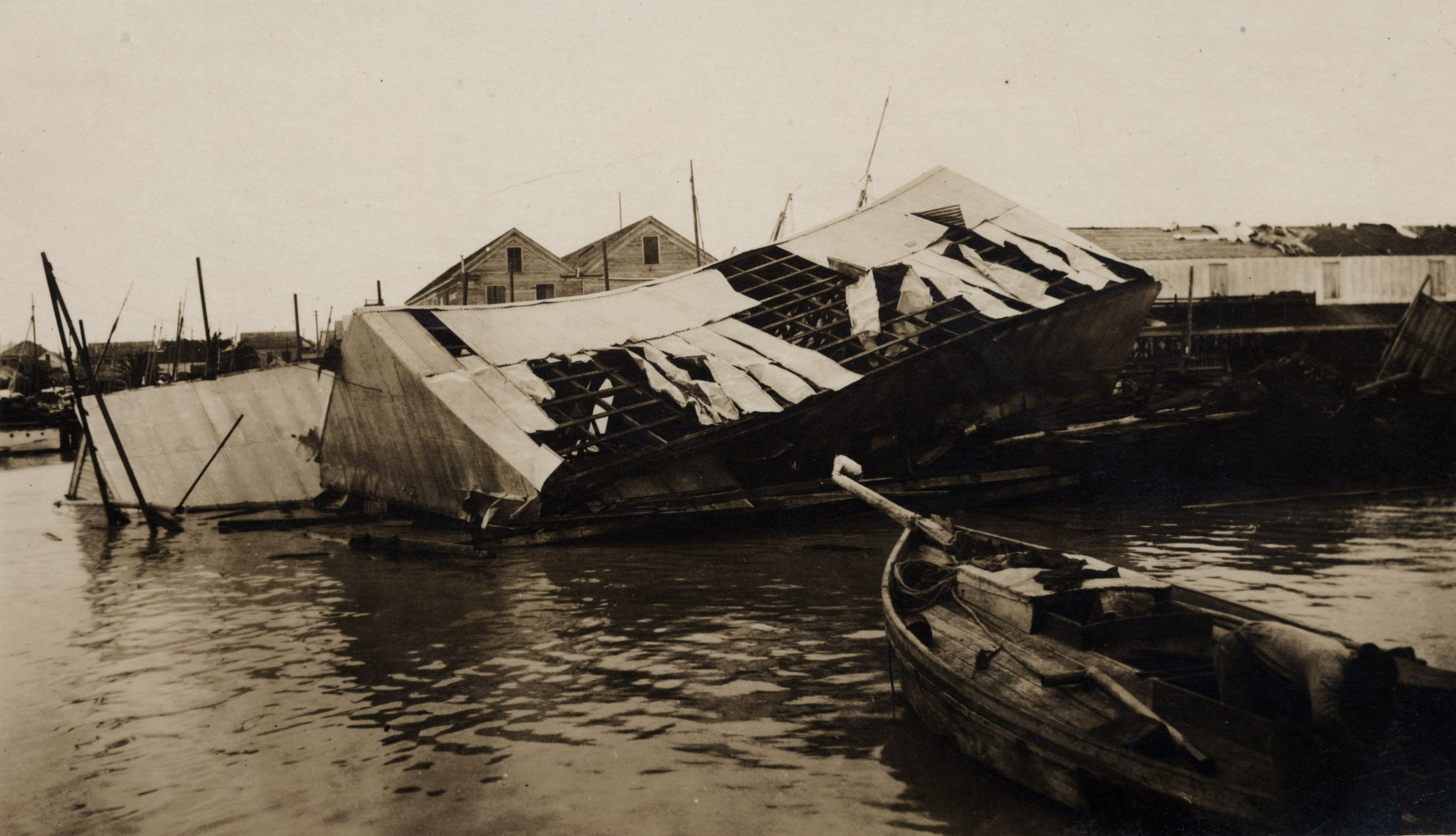
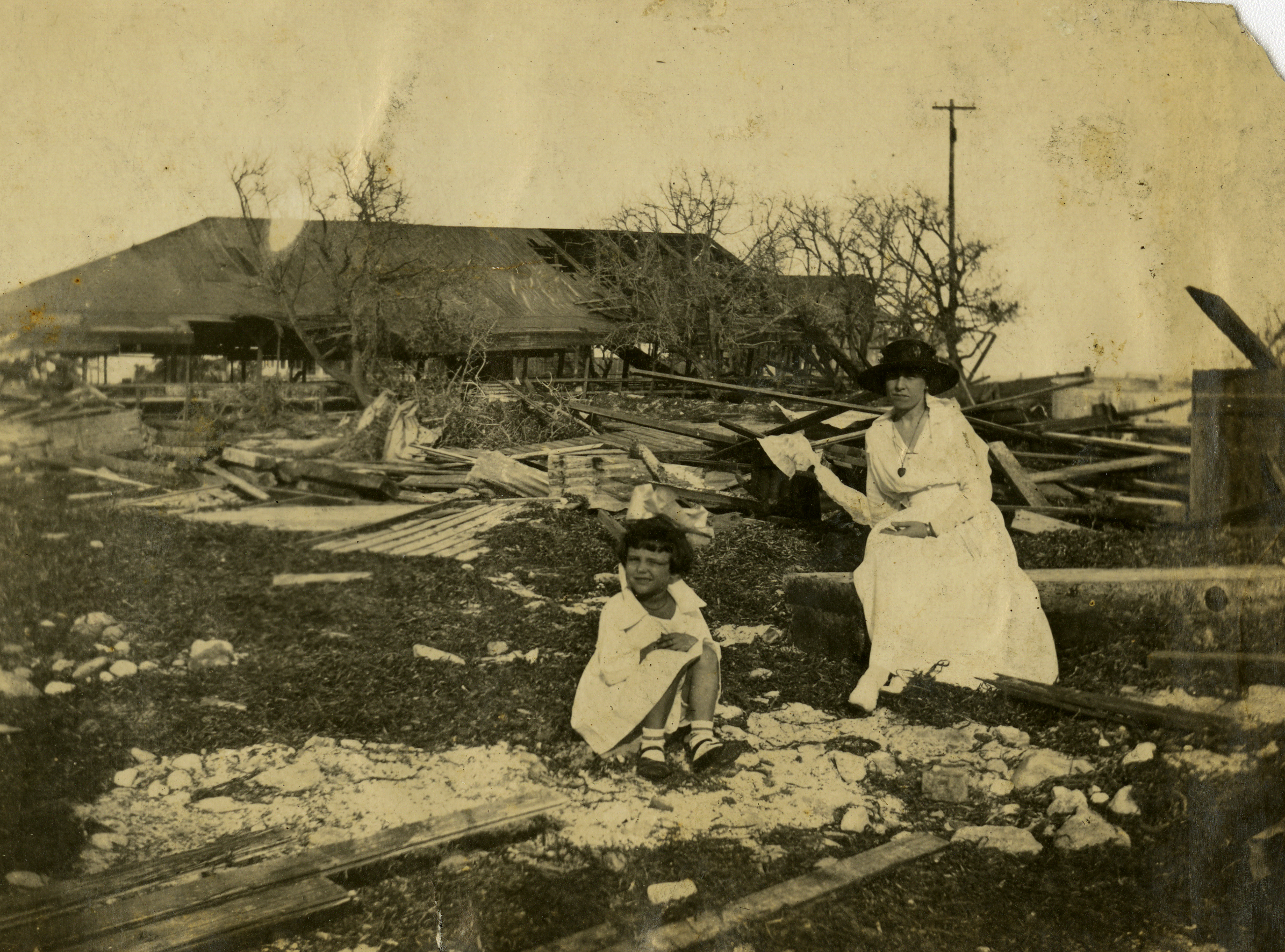
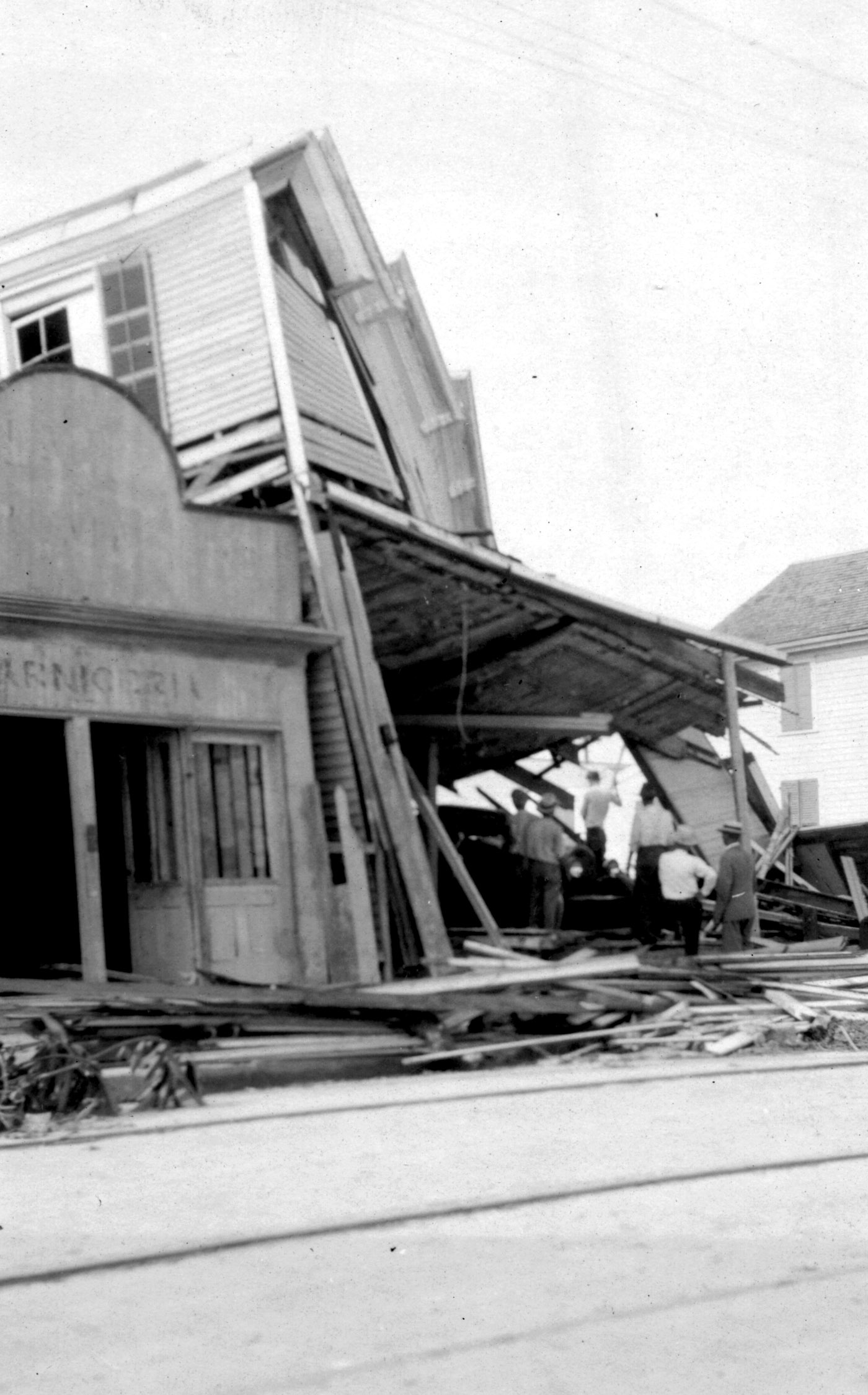
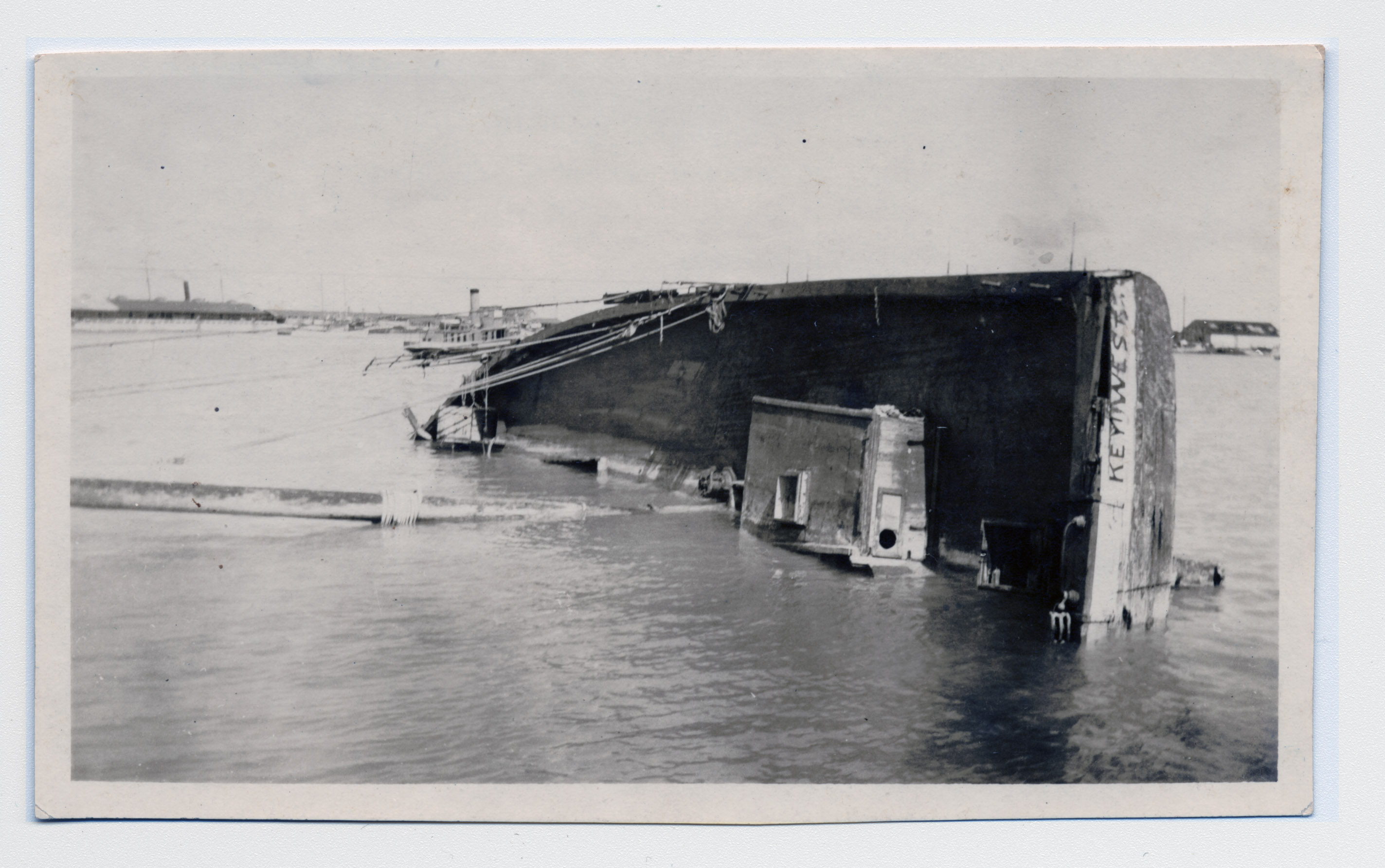

- [описание?]
- [описание?]
- [описание?]
- [описание?]
- [описание?]